# Oksana Saprykina
Oksana Saprykina (em ucraniano:  Оксана Саприкіна; nascida em 18 de janeiro de 1979) é uma ex-ciclista ucraniana. Saprykina representou sua nação nos Jogos Olímpicos de 2000, em Sydney, competindo na prova de estrada.